# 雅罗斯拉夫·保扎尔
雅罗斯拉夫·保扎尔（捷克語：Jaroslav Pouzar，1952年1月23日—），捷克男子冰球运动员。他曾代表捷克斯洛伐克参加1976年和1980年冬季奥林匹克运动会冰球比赛，其中1976年奥运会获得一枚银牌。